# Maneater (песня)
«Maneater» — сингл американского дуэта Hall & Oates, выпущенный 31 октября 1982 года лейблом RCA и ставший первым с их 11-го альбома H2O, достигшим первого места в хит-параде Billboard Hot 100 в США.

## История
Джон Оутс объяснял, что, хотя естественно предположить, что лирически песня о женщине, на самом деле она была изначально написана «…о Нью-Йорке 1980-х годов. Это о жадности, скупости и испорченных богатствах, но мы сделали это в образе девушки, потому что это более релевантно. Это то, что люди могут понять. Так мы делаем всё время», описав, как они применили аналогичный подход с более ранней песней «I Can’t Go for That (No Can Do)».
Сингл достиг позиции № 1 в американском основном хит-параде Billboard Hot 100 и оставался на его вершине четыре недели. Это больше чем любой другой из 5 чарттоперов дуэта (лучший результат в 3 недели на № 1 был у песни «Kiss on My List»).

## Чарты и сертификация
| Чарт (1982-83)                        | Высшая позиция |
| ------------------------------------- | -------------- |
| Австралия (Kent Music Report)         | 4              |
| Бельгия/Фландрия (Ultratop 50)        | 8              |
| Канада (RPM Top Singles)              | 4              |
| Канада (RPM Adult Contemporary)       | 4              |
| Ирландия (IRMA)                       | 8              |
| Нидерланды (Dutch Top 40)             | 17             |
| Нидерланды (Single Top 100)           | 18             |
| Новая Зеландия (Recorded Music NZ)    | 4              |
| Норвегия (VG-lista)                   | 6              |
| ЮАР (Springbok Radio)                 | 2              |
| Испания (AFYVE)                       | 1              |
| Швеция (Sverigetopplistan)            | 5              |
| Швейцария (Schweizer Hitparade)       | 2              |
| Великобритания (OCC UK Singles)       | 6              |
| США (Billboard Hot 100)               | 1              |
| США (Billboard Adult Contemporary)    | 14             |
| США (Billboard Dance Club Songs)      | 18             |
| США (Billboard Hot R&B/Hip-Hop Songs) | 78             |
| США (Billboard Mainstream Rock)       | 18             |
| ФРГ (GfK)                             | 15             |

| Чарт (1982)  | Позиция |
| ------------ | ------- |
| Канада (RPM) | 35      |

| Чарт (1983)             | Позиция |
| ----------------------- | ------- |
| США (Billboard Hot 100) | 7       |

| Чарт (2018)             | Позиция |
| ----------------------- | ------- |
| США (Billboard Hot 100) | 133     |

| Регион | Сертификация | Продажи    |
| --- | ------------ | ---------- |
| Великобритания (BPI) | Платиновый   | 600 000    |
| США (RIAA) | Золотой      | 1 000 000^ |
| ^ Данные о тиражах приведены только на основе сертификации. · Данные о продажах + прослушиваниях приведены только на основе сертификации. |              |            |

## Каверы
10 сентября 2020 года американская певица Майли Сайрус исполнила песню «Maneater» на шоу The Tonight Show Starring Jimmy Fallon.